# NGC 2610
NGC 2610 is een planetaire nevel in het westzuidwestelijke gedeelte van het sterrenbeeld Waterslang, een twintigtal graden ten zuiden van de gemakkelijk te herkennen kop van de waterslang, in een hoekgedeelte van Eugène Delporte's grenslijnen, gevormd door de sterrenbeelden Achtersteven en Kompas. Het hemelobject werd op 31 december 1785 ontdekt door de Duits-Britse astronoom William Herschel.

## NGC 2610 waarnemen met de telescoop
Deze planetaire nevel bevindt zich, vanaf de Aarde gezien, in een gelijkzijdige driehoek gevormd door drie sterren van magnitude +7 en +8. De schijnbare diameter van deze driehoek is 1 boogminuut. De ster die zich het dichtst bij de nevel bevindt (de noordoostelijke ster van de driehoek) is de helderste van de drie (magnitude +7). Voor waarnemers met telescopen kan deze driehoek als gids-asterisme fungeren om de planetaire nevel op te sporen.

### Misverstanden rond HD 72665

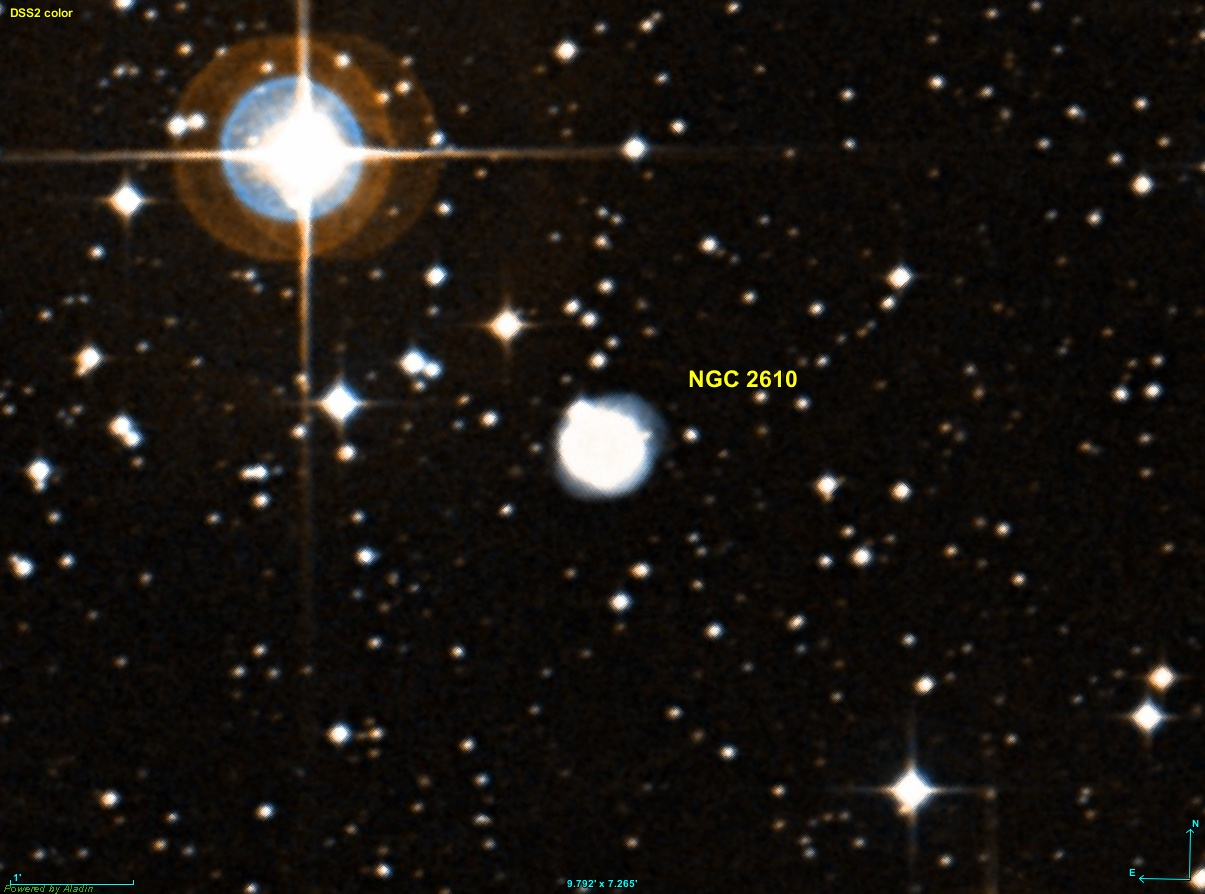
NGC 2610 met linksboven HD 72665

De helderste en zich het dichtst bij de nevel bevindende ster is HD 72665 (SAO 154395), en staat in de meeste sterrenatlassen, zoals SkyAtlas 2000.0, of Uranometria 2000.0, afgebeeld tegen het noordoostelijk gedeelte van de planetaire nevel. De zwakke ster rakend aan de rand van de nevel, te zien in de foto, is niet HD 72665. Foto's die echter de wijde omgeving van NGC 2610 tonen, laten wel de veel helderder ster HD 72665 zien, evenals de noordwestelijke en zuidelijke sterren van het driehoekige asterisme.

## Synoniemen
- PK 239+13.1